# Fao Rai (huyện)
Fao Rai (tiếng Thái: เฝ้าไร่) là một huyện (amphoe) của tỉnh Nong Khai, đông bắc Thái Lan.

## Địa lý
Các huyện giáp ranh (từ phía tây theo chiều kim đồng hồ) là Phon Phisai, Rattanawapi và So Phisai của tỉnh Nong Khai, và Ban Muang của tỉnh Sakon Nakhon, và Ban Dung của tỉnh Udon Thani.

## Lịch sử
Tiểu huyện (King Amphoe) được tách ra từ Phon Phisai district ngày 1 tháng 4 năm 1995.
Theo quyết định của chính phủ Thái Lan ngày 15 tháng 5 năm 2007, tất cả 81 tiểu huyện đều được nâng thành huyện. Với việc đăng công báo hoàng gia ngày 24 tháng 8, việc nâng cấp thành chính thức.

## Hành chính
Huyện này được chia thành 5 phó huyện (tambon), các đơn vị này lại được chia ra thành 69 làng (muban). Không có khu vực đô thị (thesaban), có 5 Tổ chức hành chính tambon.
| STT | Tên        | Tên tiếng Thái | Số làng | Dân số |  |
| --- | ---------- | -------------- | ------- | ------ |  |
| 1.  | Fao Rai    | เฝ้าไร่          | 17      | 10.689 |  |
| 2.  | Na Di      | นาดี            | 7       | 3.884  |  |
| 3.  | Nong Luang | หนองหลวง       | 18      | 15.301 |  |
| 4.  | Wang Luang | วังหลวง         | 14      | 12.962 |  |
| 5.  | Udom Phon  | อุดมพร          | 13      | 7.645  |  |